# Achter de Bock
De watermolen Achter de Bock was de oudste papiermolen uit de Nederlandse plaats Renkum, waarvan bekend is dat ze al in 1598 een eigenaar had. 
Hoewel in 1586 in Dordrecht de eerste papiermolen werd opgericht, stond ook de watermolen in Renkum, vanwege de goede waterkwaliteit, aan de basis van de papierindustrie in Nederland. 
De molen is tot de stilstand in 1812 altijd in gebruik geweest als papiermolen.
De molen stond aan de Molenbeek, nabij de gelijknamige herberg "De Vergulde Bock" en de uiterwaarden van de Nederrijn. Op de locatie is nu het fabrieksterrein van Parenco gelegen. De molen is in 1865 gesloopt.

## Overzicht eigenaren/molenaars
- 1598 Willem van Santen,  eigenaar
- 1606 Jacob den Engelsman, eigenaar en papiermaker
- 1621 Laurens Sluyter, eigenaar en papiermaker
- 1628 Peter van de Poel, pachter en papiermaker
- 1639 Hendrik van Essen, eigenaar
- 1647 Aelbert, papiermaker
- ? Gosen Hendriks, papiermaker
- 1719 Reinder van Marle, pachter en papiermaker, Hendrik Gosens, meesterknecht
- 1735 Berent Hendriks, eigenaar opstal, pachter en papiermaker
- 1754 Barones Van Gendt, eigenaar opstal
- 1754 Lubbertus Schut, pachter en papiermaker
- 1781 Peter Epping, eigenaar opstal en papiermaker
- 1819 Abraham Pannekoek, eigenaar opstal
- 1865 sloop molen